# Buxton Memorial Fountain
La Buxton Memorial Fountain es un monumento y fuente de agua potable en Londres, Inglaterra, Reino Unido, con la que se conmemora la emancipación de los esclavos en el Imperio Británico en 1834.
Fue encargada por Charles Buxton MP, y se dedicó a su padre Thomas Fowell Buxton, junto con William Wilberforce, Thomas Clarkson, Thomas Babington Macaulay, Henry Brougham y Stephen Lushington, todos los cuales estuvieron involucrados en la abolición. Fue diseñado por el arquitecto gótico Samuel Sanders Teulon (1812-1873) en 1865 coincidiendo con la aprobación de la Decimotercera Enmienda a la Constitución de Estados Unidos, lo que puso fin a la trata de esclavos en ese país.
Fue construida originalmente en la Plaza del Parlamento, a un costo de £ 1200. Como parte del rediseño de la posguerra de la plaza fue retirada en 1949 y no se restableció en su posición presente en los jardines de la torre Victoria hasta 1957.